# Línea de Lamego
La Línea de Lamego fue un proyecto, no concluido, de un ferrocarril en vía métrica (1000 mm), con cerca de 20 kilómetros de extensión, que uniría Régua con Lamego, en Portugal. Fue el único tramo en construcción de la Línea de Régua a Vila Franca das Naves.

## Historia

### Planificación y construcción
En octubre de 1905, comenzaron a ser realizados estudios para la construcción de un ferrocarril entre la Estación de Régua y la localidad de Lamego, que sería el primer tramo de la Línea de Régua a Vila Franca das Naves; en este momento, ya se había verificado que el trazado escogido sería bastante complicado, debido a la forma en que se saldría de Régua, el paso por los Ríos Duero y Varosa, y la diferencia de nivel a vencer hasta llegar a Lamego. A pesar de las dificultades encontradas, esta vinculación tenía una elevada importancia, pues a la conclusión de la línea iba a unir las regiones de Beira Alta y Biera Baixa a la zona del Duero.
A finales de la década de 1920, un grupo de empresarios presentó un proyecto ferroviario uniendo Régua a Lamego.
En 1931, este tramo, entonces denominado Línea de Régua a Lamego, estaba clasificado como parte de la red complementaria de los Ferrocarriles del Estado y continuó siendo construido, aunque de forma poco activa, por la Compañía Nacional de Ferrocarriles; las obras, dirigidas por el ingeniero Muginstein, empleaban un gran número de trabajadores de la región, aliviando el acentuado desempleo que había.
A finales de 1931, esta línea estaba en construcción, encontrándose bastante adelantadas las obras en el tramo entre Régua y Lamego; en este momento, se pensaba continuar la línea hasta Vila da Ponte. Sin embargo, a comienzos del año siguiente, el Fondo Especial de Ferrocarriles, que estaba financiando los proyectos de la red de los Ferrocarriles del Estado, encontró varios problemas de orden financiero, debido principalmente a los efectos de la Gran Depresión; así, para no quedar descapitalizado, fue necesario reducir los pagos a los empresarios, y suspender varias obras en curso, incluyendo las del puente sobre el Río Duero, en la Línea de Lamego. Pese a ello, se continuó planeando la extensión hasta Vila da Ponte, y, entre 1931 y 1932, se hicieron trabajos de campo, para estudiar la continuación de la línea hasta Mondim da Beira, pasando por Granja Nova (Tarouca).
Las obras fueron retomadas en el mismo año, y estaban avanzando a un buen ritmo, siendo el Puente del Varosa inaugurado el 20 de octubre, en una ceremonia que tuvo la presencia del Ministro de Obras Públicas y Comunicaciones; esperándose, en aquel momento, que la línea hasta Lamego podría ser totalmente inaugurada en 1934.
En 1933, fue concluido el puente sobre el Río Duero. En el mismo año, la Comisión Administrativa del Fondo Especial de Ferrocarriles aprobó la realización de varias obras, en el contrato de esta línea.
El 21 de agosto de 1934, el Ministerio de Obras Públicas y Comunicaciones aprobó el auto de recepción definitiva del contrato n.º 10, en el tramo entre Régua a Lamego de la Línea de Régua a Vila Franca das Naves, que había sido entregado a la Compañía Nacional de Ferrocarriles. En ese año, continuaron las obras en esta línea, siendo concluida definitivamente la construcción del puente sobre el Río Duero, con la instalación de los engradamientos, y de una pasarela en hormigón armado en la trinchera del margen izquierdo.

### Fin del proyecto
Este proyecto fue abandonado a finales de los años treinta, debido a la Segunda Guerra Mundial, y también al impás provocado por un propietario agrícola local que se oponía al paso de la línea; en el momento de este abandono, el lecho de la vía estaba preparado, faltando solamente colocar las traviesas.

### Actualidad
El lecho de la línea puede, aun hoy, puede ser perfectamente seguido, manteniéndose casi intacto todo su trazado.
Tanto el puente de Régua, transformado para su uso vial y que se mantiene en servicio, como el puente sobre el río Varosa, son dos obras arquitectónicas, construidas en la Línea de Lamego, que continúan existiendo.

## Características

### Itinerario
Con cerca de 20 kilómetros de extensión, la Línea de Lamego saldría de la Estación de Peso da Régua y atravesaría el Puente de Régua, sobre el río Duero, construido ex-profeso para esta línea en 1927 y adaptado a carretera en 1947.
Después se cruzaba con la ruta de Armamar y seguía por el margen derecho del río Varosa hasta la Central Hidroeléctrica. Habría una paraje en Quintião y después la vía pasaría por el otro margen del río Varosa a través de un puente de piedra. Ya en el margen izquierdo del río Varosa habría las siguientes paradas: Cambres, Portelo, Souto Covo y Sande.
Pasando por detrás de Quinta das Brolhas, la línea alcanzaba su término en Lamego cuya estación se situaria en lo que es hoy el edificio del Palacio de Justicia de la ciudad.

### Obras arquitectónicas

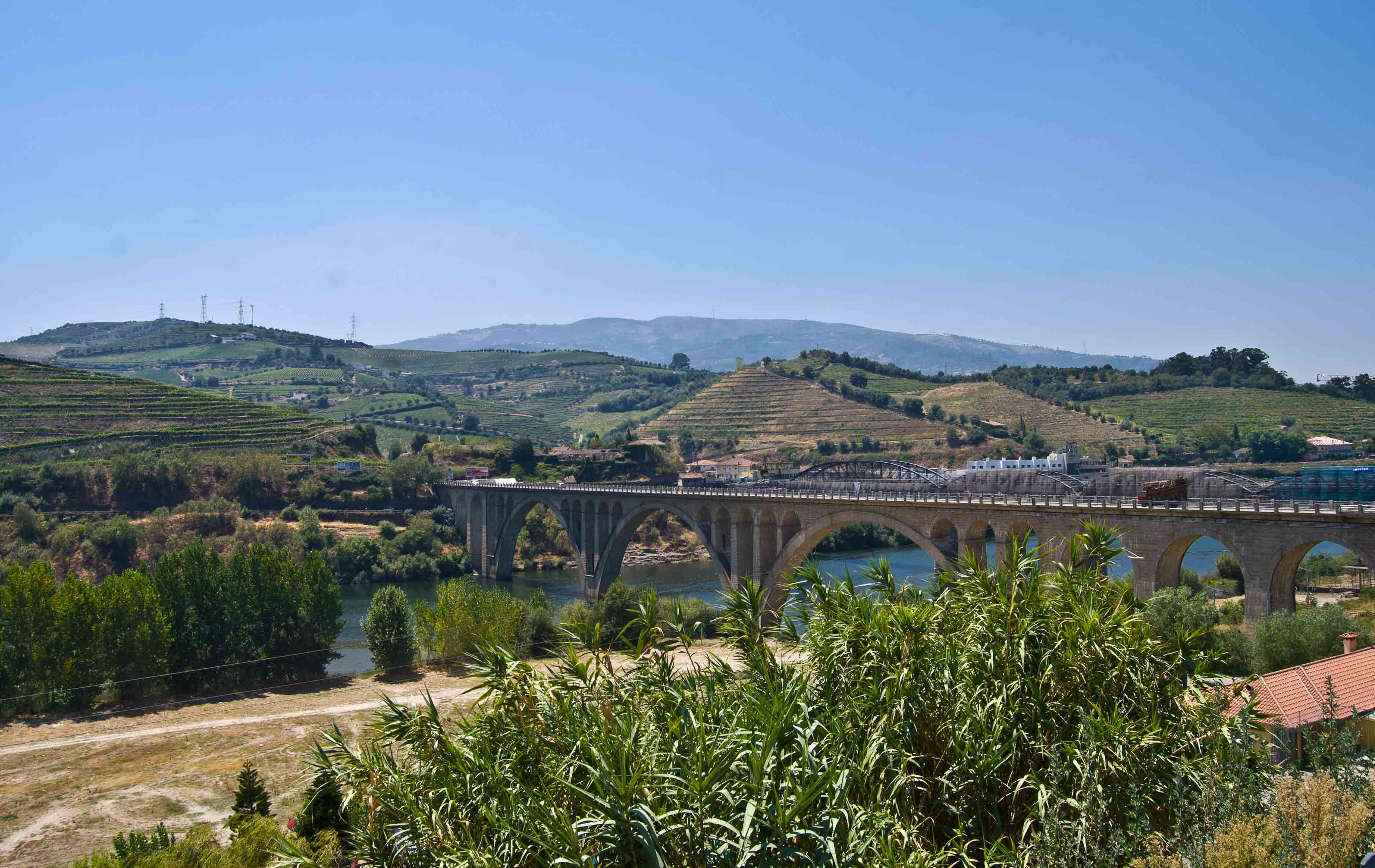
Antiguo puente de la Línea de Lamego sobre el Río Duero, adaptada para uso de transporte

#### Puente Ferroviario de Régua
Este puente fue terminado en 1933.

#### Puente del Varosa
Esta estructura, construida desde el 12 de julio de 1931 e inaugurada el 20 de octubre de 1932, media, en el momento de su inauguración, 148,60 metros de longitud, teniendo el arco un vano de 55 metros, y una altura de 40 metros.